# Hideko Saitō
Hideko Saitō (jap. 斎藤 ひで子 Saitō Hideko; * 29. April 1950) ist eine ehemalige japanische Skilangläuferin.
Saitō wurde im Jahr 1970 japanische Meisterin über 5 km und 10 km. Bei ihrer einzigen Teilnahme an Olympischen Winterspielen im Februar 1972 in Sapporo kam sie auf den 38. Platz über 10 km und zusammen mit Tokiko Ōzeki und Hiroko Takahashi auf den neunten Platz in der Staffel.